# Bernhard Zimmerhofer
Bernhard Zimmerhofer (* 31. Oktober 1963 in Luttach) ist ein Südtiroler Politiker.

## Biographie
Zimmerhofer, beruflich als Angestellter tätig, wurde von seinem Schwager, dem Bergsteiger Alois Brugger, 2005 dazu überredet, sich politisch in der Südtiroler Volkspartei (SVP) zu engagieren und gleich in den Ahrntaler Gemeinderat gewählt. Nach Bruggers Tod 2006 im Himalaya distanzierte er sich zunehmend von der SVP und trat bei den Gemeinderatswahlen 2010 für die Süd-Tiroler Freiheit an, die dank Zimmerhofers Einsatz die Zahl ihrer Sitze von einem auf sechs erhöhen konnte.
Bei den Landtagswahlen 2013 konnte Zimmerhofer auf der Liste der Süd-Tiroler Freiheit am drittmeisten Vorzugsstimmen auf sich vereinen und ein Restmandat für Landtag und Regionalrat erringen. Seine inhaltlichen Schwerpunkte lagen in den Bereichen Volkstumspolitik und der Propagierung des Selbstbestimmungsrechts für Südtirol. Im Rahmen der Landtagswahlen 2018 erlitt die Süd-Tiroler Freiheit Stimmenverluste und Zimmerhofer verpasste mit 3324 Vorzugsstimmen eine Wiederwahl. Fünf Jahre später konnte er bei den Landtagswahlen 2023 mit 4342 Vorzugsstimmen erneut in Landtag und Regionalrat einziehen.